# Центар за посетиоце НП Тара у Бајиној Башти
Центар за посетиоце НП Тара у Бајиној Башти, налази се у управној згради ЈП Национални парк Тара.
Простор за рад Центра адаптиран је 2008. године. Садржи изложбену поставку природне и културне баштине подручја Таре, салу за презентације, инфо-пулт са сувенирницом, приказ рељефа Таре и библиотеку. Изложбени простор од 230m² користи се за тематске изложбе у сарадњи са Природњачким музејом из Београда. Запажене изложбе су „Велике звери Србије”, „Рибе јужног Јадрана”, „Небески ловци” и др.